# Gouverneur général (Chine)
Zǒngdū, (chinois traditionnel : 總督 ; chinois simplifié : 总督 ; pinyin : zǒngdū ; Wade : tsung-tu ; litt. « gouverneur »; mandchou:  Uheri kadalara amban) habituellement traduit gouverneur général ou vice-roi, gouvernait une ou plusieurs provinces de Chine de la dynastie Qing. Un des plus importants était le gouverneur général de Zhili, car il avait sous son autorité Pékin, la capitale impériale. Yuan Shikai, qui devint plus tard président de la république de Chine, occupa cette fonction. Les autres gouverneurs généraux les plus importants étaient celui de Liangjiang et celui de Liangguang. Le terme fut utilisé à partir de la dynastie Ming et aussi par l'empire du Japon durant la colonisation de la Corée et de Taïwan.

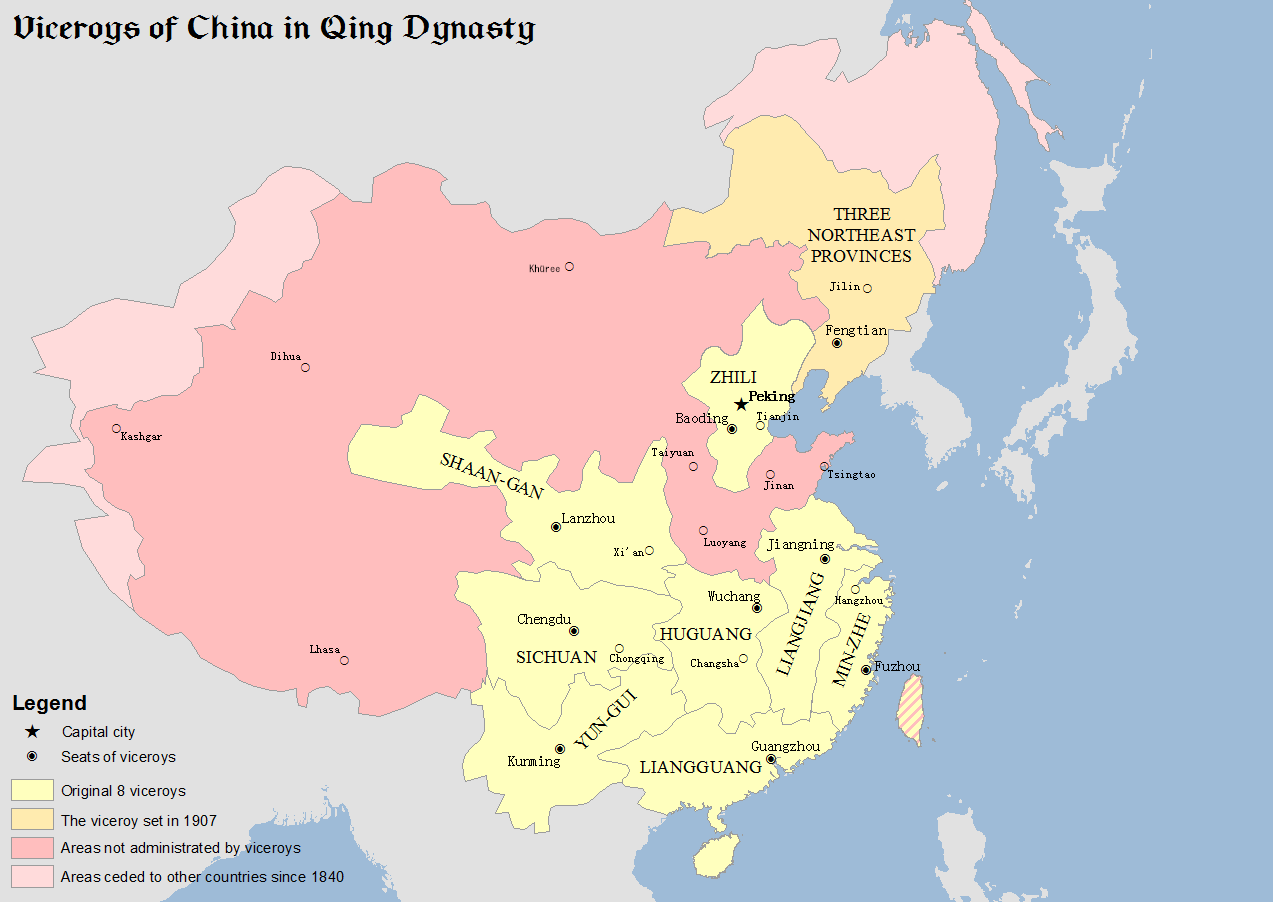
Régions gouvernées par des vice-rois

Liste des postes de gouverneurs généraux de la dynastie Qing :
- Gouverneur général du Liangguang (ie: Guangdong, Guangxi) de 1689 à 1911.
- Gouverneur général du Zhili, Henan et Shandong, de 1670 à 1912.
- Gouverneur général du Liangjiang : Jiangsu, Jiangxi, Anhui, d'avant 1698 à 1912.
- Gouverneur général du Shenzhuan, (Sichuan?) de 1672 à 1749.
- Gouverneur général du Shengan, (ou Shaangan, comprenant, Shaanxi, Gansu et Xinjiang) de 1749 à 1911.
- Gouverneur général du Yungui (Yunnan et Guizhou), d'avant 1698 à 1729, de 1731 à 1911.
- Gouverneur général du Huguang, (Huguang, comprenant Hunan et Hubei de 1645 à 1904.
- Gouverneur général du Xinjiang, de 1884 à avril 1912.
- Gouverneur général de Taïwan, du 25 octobre 1945 au 16 mai 1947.

- Gouverneur général du Sichuan

- Gouverneur général de Minzhe (en), Fujian, Zhejiang, Taïwan
- Gouverneur général du Yungui, Yunnan, Guizhou
- Gouverneur général du Dongshangsheng,  Fengtian, Jilin, Heilongjiang
- Provinces sans gouverneur général, Shanxi, Henan, Shangdong